# نظافة منزلية

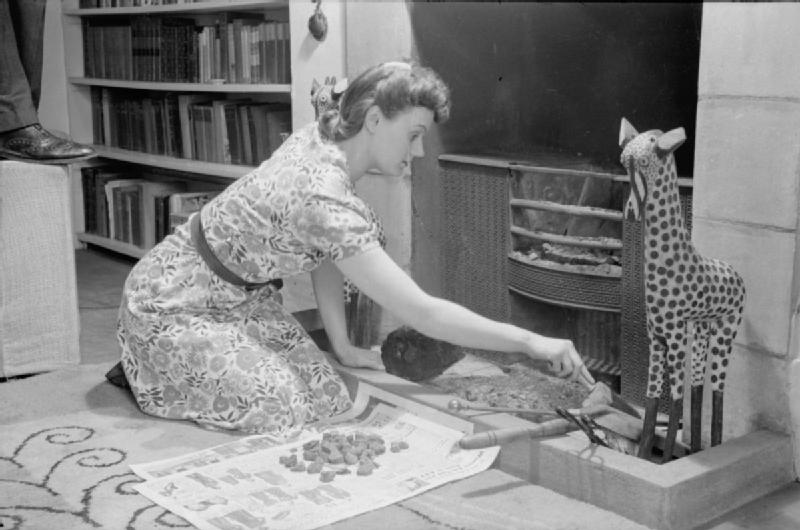
جزء من الأعمال المنزلية لربة بيت لندن ، 1941

تدبير شؤون المسكن أو الإشراف الداخلي أو إدارة شؤون المنزل أو التدبير المنزلي مصطلح يشير إلى إدارة الواجبات والأعمال المنزلية المرتبطة بإدارة المنزل، مثل التنظيف والطهي صيانة المنزل والتسوق وغسيل الملابس ودفع الفواتير. قد يتم تنفيذ هذه المهام من قبل أفراد الأسرة، أو بواسطة أشخاص آخرين تم تعيينهم لهذا العمل. ومدبرة المنزل هي شخص يعين لإدارة شئون المنزل والعمالة المنزلية.
يشمل التدبير المنزلي تنظيف المنزل، أي التخلص من القمامة وتنظيف الأسطح القذرة والغبار والتنظيف باستخدام المكنسة الكهربائية. قد تتضمن أيضًا بعض الأعمال الخارجية، مثل إزالة اوراق الشجر من مزاريب المطر وغسيل النوافذ وممسحة الباب.
يتم تنظيف المنزل لجعل المنزل يبدو أفضل ورائحته أكثر انتعاشا وأسهل للعيش فيه. بدون تنظيف المنزل، يمكن للجير أن يبني على الصنابير، وينمو العفن في المناطق الرطبة، وتظهر اللطخات على الأسطح الزجاجية، ويتكون الغبار على الأسطح، تفاعل الجراثيم يجعل سلال القمامة والمرحاض تفوح برائحة كريه وأنسجة العنكبوت تتراكم في الاسقف. الأدوات المستخدمة في تنظيف المنزل تشمل المكنسة الكهربائية والمكانس والمماسح والإسفنج، إلى جانب منتجات التنظيف مثل المنظفات والمطهرات المبيضات.
التخلص من القمامة هو جانب مهم في تنظيف المنزل. تم تصميم أكياس القمامة البلاستيكية وتصنيعها خصيصًا لجمع القمامة. كثير منها يتناسب مع مقاس سلال النفايات الشائعة. يتم تصنع أكياس القمامة الورقية لحمل علب المشروبات المصنوعة من الألمنيوم البرطمانات الزجاجية وأشياء أخرى لأن معظم الناس يستخدمون الأكياس البلاستيكية للتخلص من الزجاج بالرغم من انه قد ينكسر ويمزق الكيس. إعادة تدوير بعض أنواع القمامة أمر ممكن.

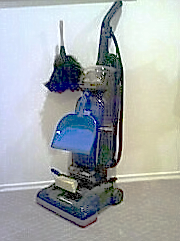
بعض أدوات إزالة الغبار

بمرور الوقت يتراكم الغبار على الأسطح المنزلية. بالإضافة إلى جعل الأسطح متسخة، عندما ينفض الغبار، يمكن أن يتعلق في الهواء، مما يسبب العطس ومشاكل في التنفس. يمكن أيضًا أن ينقل من الأثاث إلى الملابس، مما يجعلها غير نظيف. تم اختراع أدوات مختلفة لإزالة الغبار: منفضة غبار من الريش، ومنفضة غبار من القطن والبوليستر، لإزالة الغبار من الأثاث، وفوطة الغبار للاستخدام مرة واحدة، ومماسح الغبار للأرضيات الملساء والمكانس الكهربائية. غالبًا ما يكون للمكانس الكهربائية مجموعة متنوعة من الأدوات لتمكينهم من إزالة الأوساخ ليس فقط من السجاد والموكيت، ولكن أيضًا من الأسطح الصلبة والمفروشات. يعد الغبار مهمًا للغاية في المستشفيات.
القيام بتنفيض الغبار في كل غرفة بالكامل، من الهام جداً تنفيض الغبار المتراكم في الأعلى لأنه يتحرك ويقع على الأثاث والارض. يفضل عمل هذا دون استخدام المياه.